# Aune Heggebø
Aune Heggebø, né le 29 juillet 2001 à Bergen en Norvège, est un footballeur norvégien qui évolue au poste d'avant-centre à West Bromwich Albion.

## Biographie

### En club
Né à Bergen en Norvège, Aune Heggebø commence le football à l'IL Bjarg (en) avant d'être formé par le SK Brann. Il joue son premier match en professionnel le 18 avril 2018, face au IL Sandviken, lors d'une rencontre de coupe de Norvège. Ce jour-là, il entre en jeu et participe à la victoire de son équipe en marquant son premier but en professionnel (1-6 score final).
Le 15 août 2019, Heggebø est prêté au Nest-Sotra Fotball (en).
Il n'y reste qu'un mois avant de faire son retour à Brann. Il fait alors ses débuts dans l'Eliteserien, l'élite du football norvégien, le 1er septembre 2019, face au Lillestrøm SK. Il entre en jeu à la place d'Amer Ordagić et son équipe s'impose par trois buts à un.
Le 22 juin 2020, Aune Heggebø est de nouveau prêté, cette fois à l'Øygarden FK (en) jusqu'à la fin de la saison.
Heggebø fait son retour à Brann pour la saison 2021, où il s'impose cette fois en équipe première. Il inscrit son premier but en première division le 30 mai 2021, face au Strømsgodset IF. Titulaire ce jour-là, il participe à la victoire de son équipe (3-0 score final).
Le 7 juillet 2025, Aune Heggebø rejoint l'Angleterre afin de signer en faveur de West Bromwich Albion. Il signe un contrat de cinq ans, soit jusqu'en juin 2030.

### En sélection
Aune Heggebø joue son premier match avec l'équipe de Norvège espoirs le 10 juin 2022 face à la Finlande. Il entre en jeu à la place d'Erik Botheim et son équipe s'impose par deux buts à zéro.